# Uusimaa de Est
Uusimaa de Est (finlandeză Itä-Uudenmaan maakunta, suedeză Östra Nylands landskap) a fost o regiune administrativă a Finlandei. Reședința acesteia a fost orașul Porvoo. Începând cu data de 1 ianuarie 2011 municipalitățile aferente acestei regiuni au trecut în administrarea efectivă a regiunii Uusimaa.

## Comune
Uusimaa de Est a avut în componență 10 municipalități:
| - Askola - Myrskylä - Pukkila - Porvoo - Sipoo | - Lapinjärvi - Liljendal - Loviisa - Pernå - Ruotsinpyhtää |